# Paraneuretus tornquisti
Paraneuretus tornquisti är en myrart som beskrevs av Wheeler 1915. Paraneuretus tornquisti ingår i släktet Paraneuretus och familjen myror. Inga underarter finns listade i Catalogue of Life.